# Sibianor pullus
Sibianor pullus – gatunek pająka z rodziny skakunowatych.
Gatunek ten został opisany w 1906 roku przez Wilhelma Bösenberga i Embrika Stranda jako Bianor pullus. W 2001 roku umieszczony został przez Dimitrija Łogunowa w nowym rodzaju Sibianor.
Samce tego pająka osiągają 1,54 mm długości i 1,24 mm szerokości prosomy oraz 1,50 mm długości i 1,21 mm szerokości opistosomy. U samic wymiary prosomy to 1,63 mm długości i 1,4 mm szerokości, a opistosomy 1,88 mm długości i 1,45 mm szerokości. Karapaks rudobrązowy z białymi włoskami po bokach. Szczękoczułki, warga dolna i sternum rudobrązowe. Opistosoma z kądziołkami ciemnoszara. Młode samice żółtoszarawe z białymi odnóżami. Samiec ma na spodzie ud rządek łuseczkowatych włosków czarnej barwy i nogogłaszczki z długą, zakrzywioną apofizą goleniową. Epigyne samicy z dużym wgłębieniem pośrodku i małą kieszonką, której kształt jest inny niż u podobnego S. kochiensis.
Gatunek o rozsiedleniu mandżursko-japońskim. Rozprzestrzeniony od rosyjskiego Kraju Chabarowskiego po Chiny, Koreę, Japonię i Tajwan.